# How's Your Process? (Work)
How's Your Process? (Work) è il primo disco del secondo album in studio del gruppo rock sperimentale statunitense Dot Hacker pubblicato nel luglio 2014.

## Tracce
1. Aim – 6:09
2. First In Forever – 6:07
3. Floating Up The Stairs – 5:56
4. Elevator – 3:57
5. Whatever You Want – 4:04
6. Sermon of Sorts – 5:51

## Formazione
- Josh Klinghoffer - voce, chitarra, tastiere, sintetizzatore
- Clint Walsh - cori, chitarra, tastiere, sintetizzatore
- Jonathan Hischke - basso
- Eric Gardner - batteria, percussioni